# Weverijmuseum Geldrop
Het Weverijmuseum in de Noord-Brabantse plaats Geldrop is een museum met industriële weef- en spinnerijmachines die gebruikt werden in de lokale textielindustrie. Het is gevestigd in een voormalige textielfabriek. 

## Geschiedenis
In 1983 werd het initiatief tot de oprichting van een weverijmuseum genomen. In 2000 werd het gevestigd in een oude spinnerij, die uit 1908 dateert. 

## Collectie

### Weefzaal
In de weefzaal staan verschillende typen weefmachines opgesteld die nog steeds werken, waaronder mechanismes met klossen, grijpers, water en perslucht. Spectaculair is de Jacquard-machine, gebaseerd op een vinding uit 1800 die met ponskaarten werkt, en als een voorloper van de automatisering kan worden beschouwd. Ook is een werkende vlechtmachine, labelmachine en rondbreimachine aanwezig.

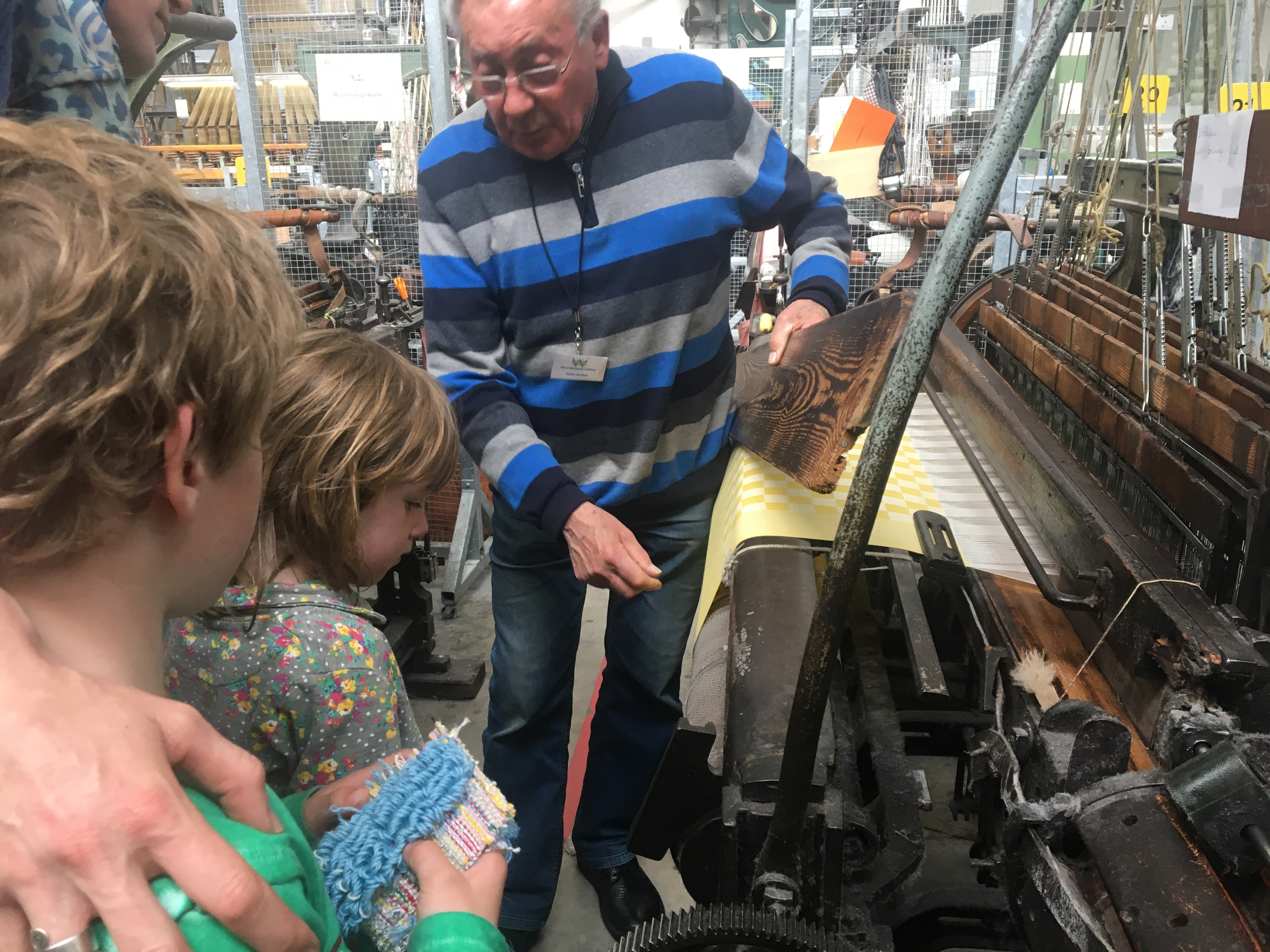
Demonstratie van het weven van theedoeken
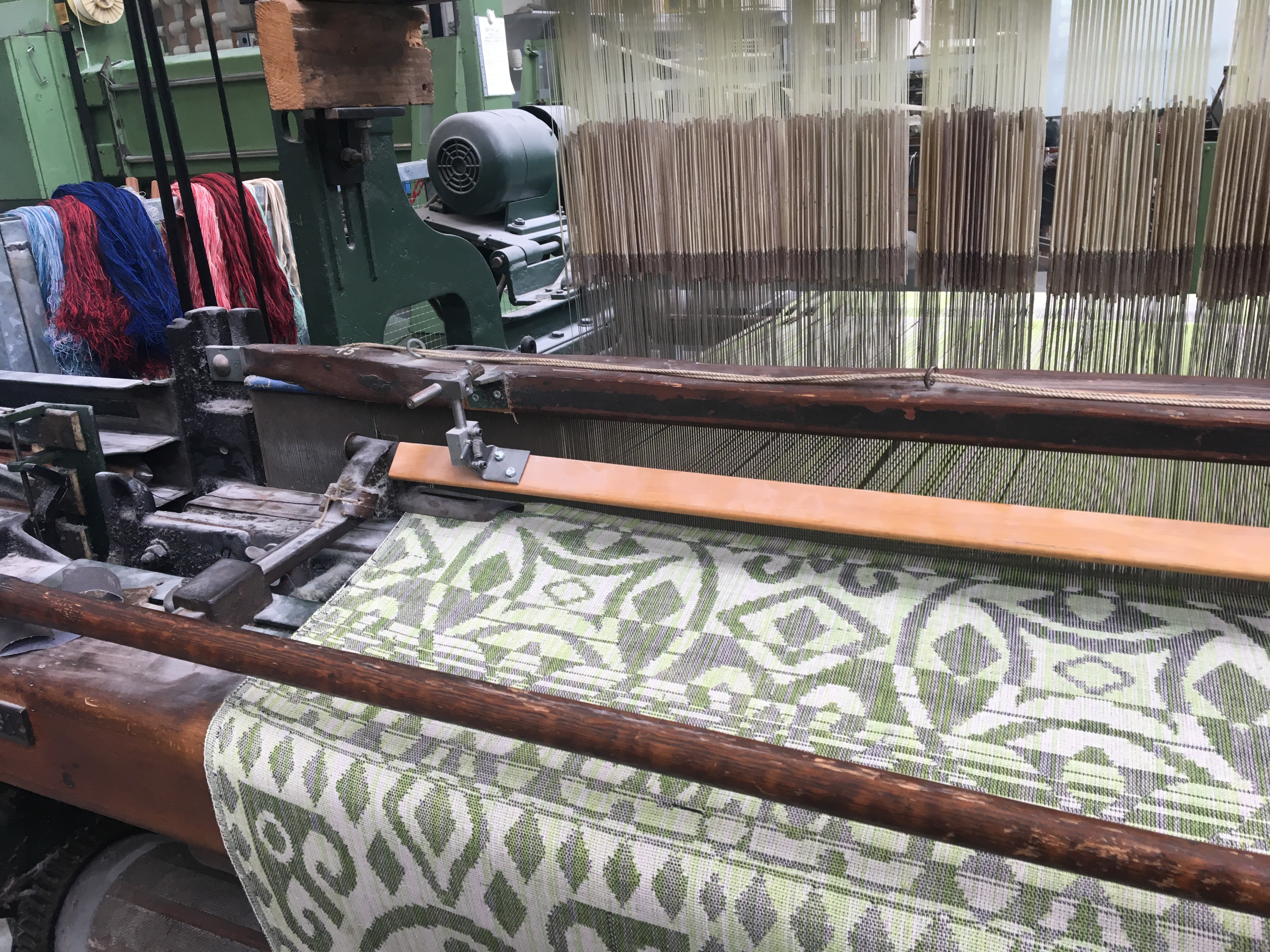
tuftmachine voor de productie van velours
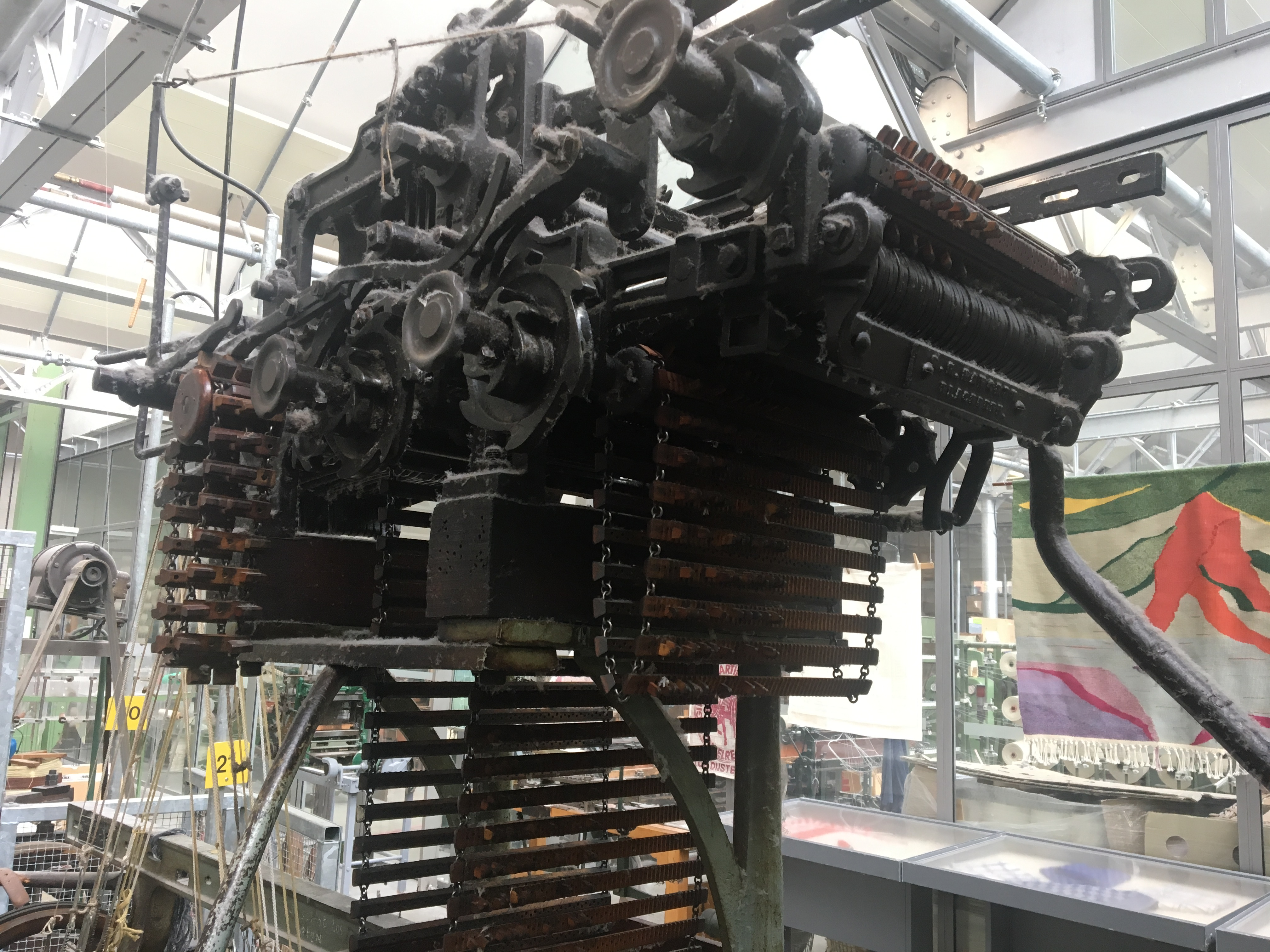
voorloper van het ponskaartsysteem
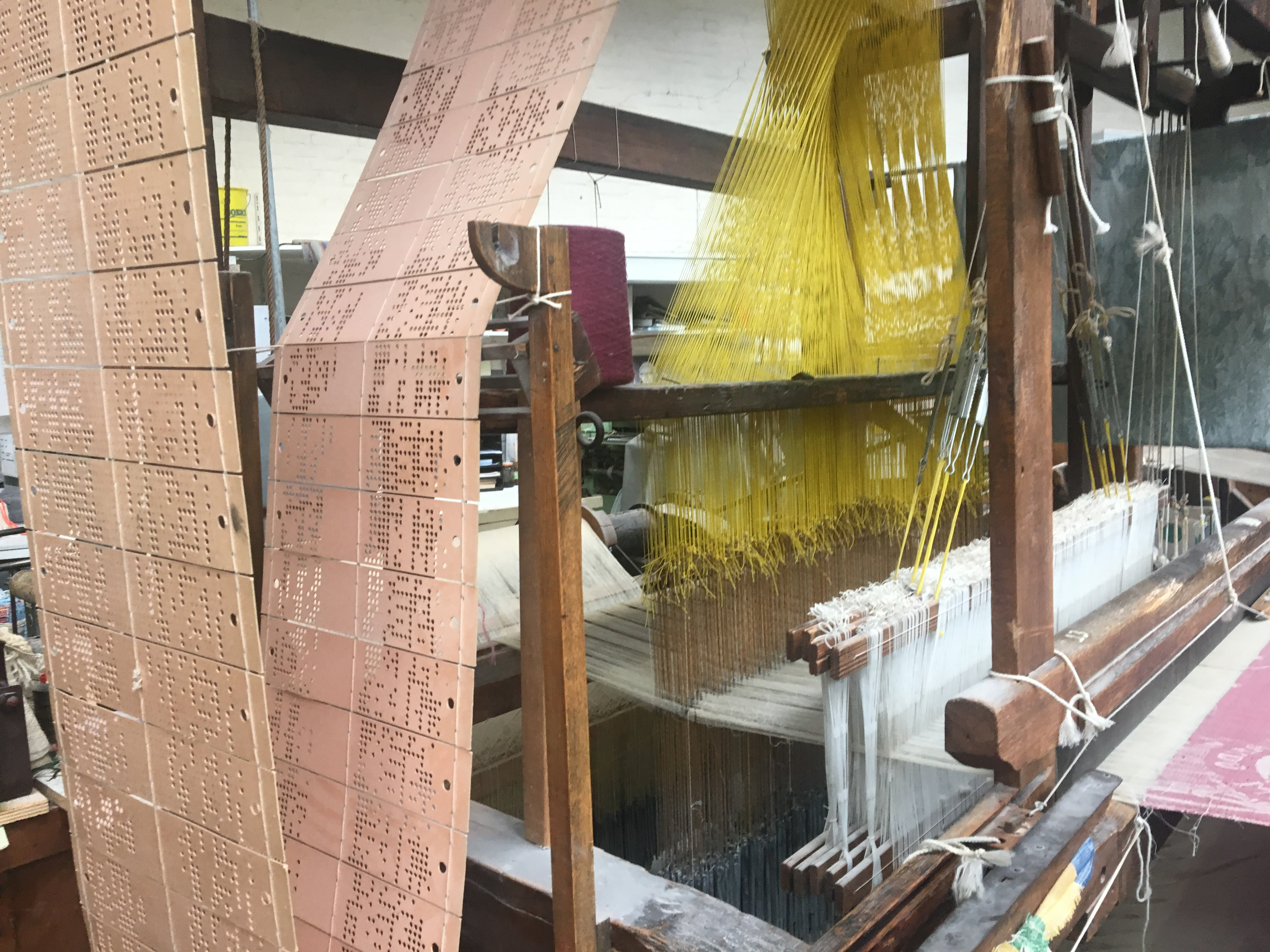
ponskaartsysteem
- Rondbreimachine

### Weverijvoorbereidingszaal
In een andere zaal staat de weverijvoorbereiding centraal. De machinale bewerkingen die voorafgaand aan het weven plaatsvinden zoals kaarden, spinnen, twijnen, spoelen en scheren worden gedemonstreerd met  spinmachines, twist- en twijnmachines. 
- Demonstratie kaardmachine
- Kammachine in werking

De collectie bestaat verder uit diverse klassieke Brabantse weefsels, waarvan een gedeelte is tentoongesteld, textielmeetapparatuur en een bibliotheek.

## Productie
Doordat de machines nog in staat zijn productie te draaien, wordt ook in opdracht textiel gemaakt. Dit betreft met name textiel voor historisch erfgoed zoals smeerkussens voor stoomlocomotieven en koorden voor de Gouden Koets. In samenwerking met Piet Hein Eek worden theedoeken van oude garens geproduceerd.

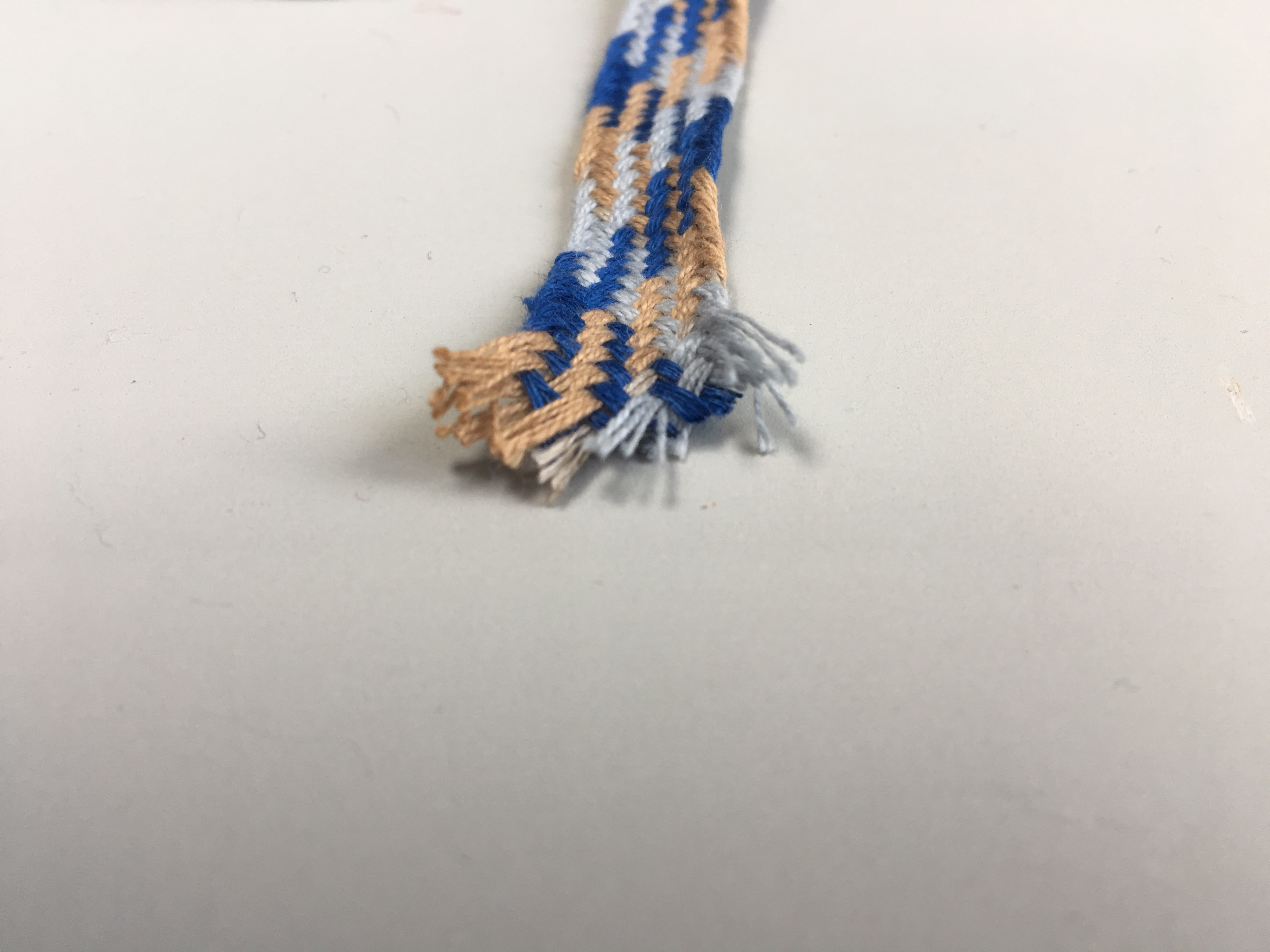
Machinaal gevlochten koord
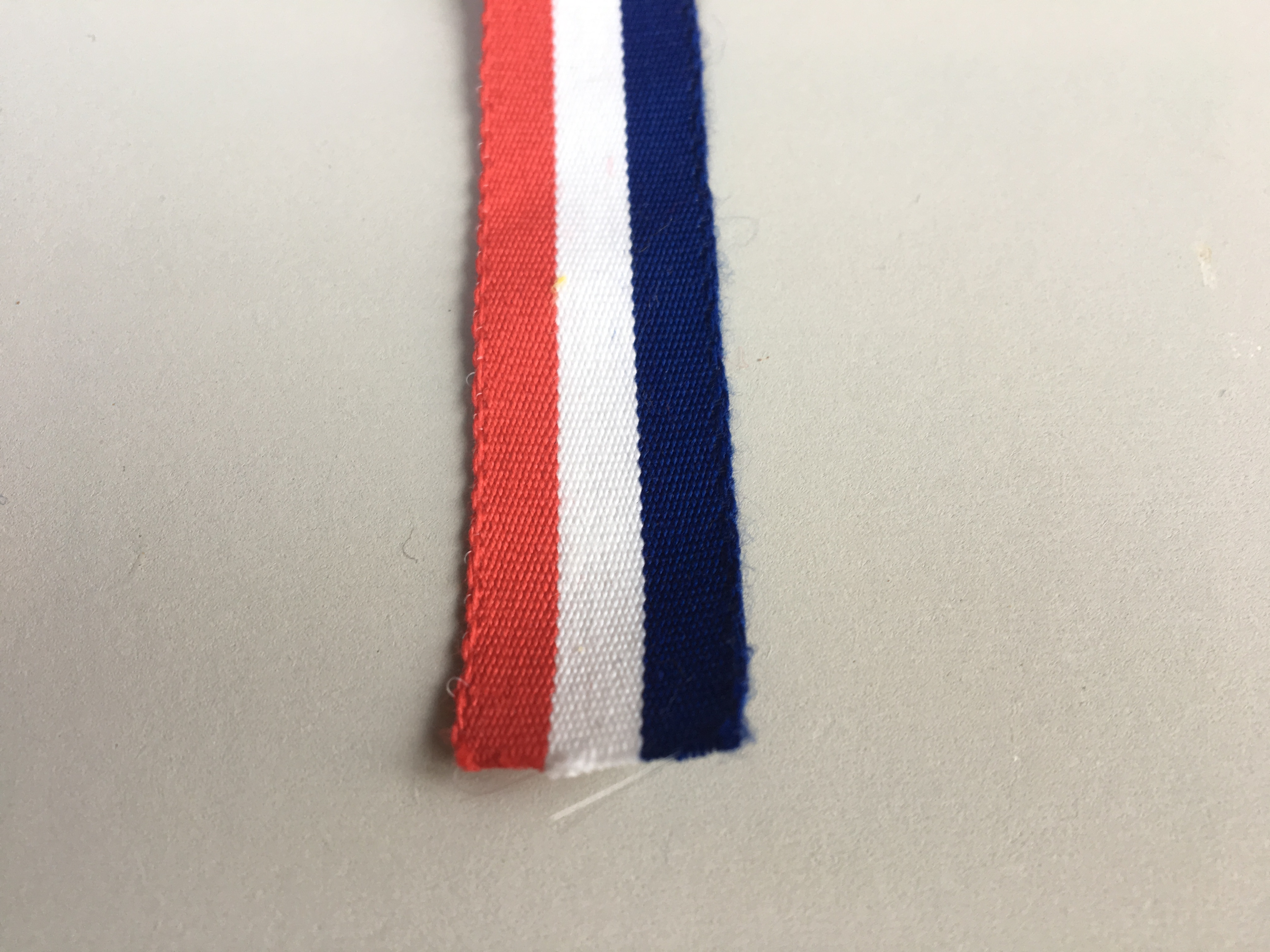
Vlaggenlint
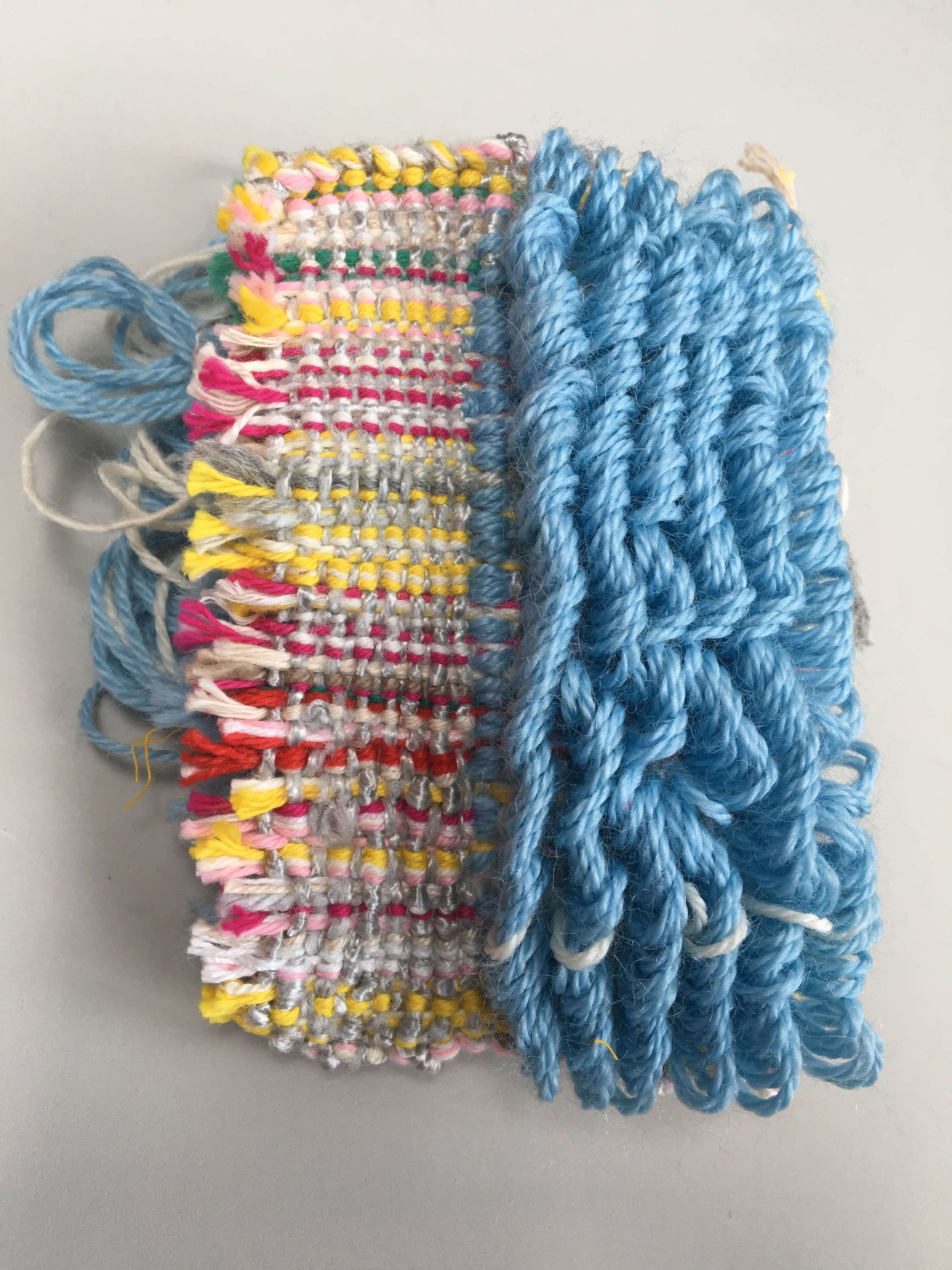
Smeerkussen voor stoomlocomotieven
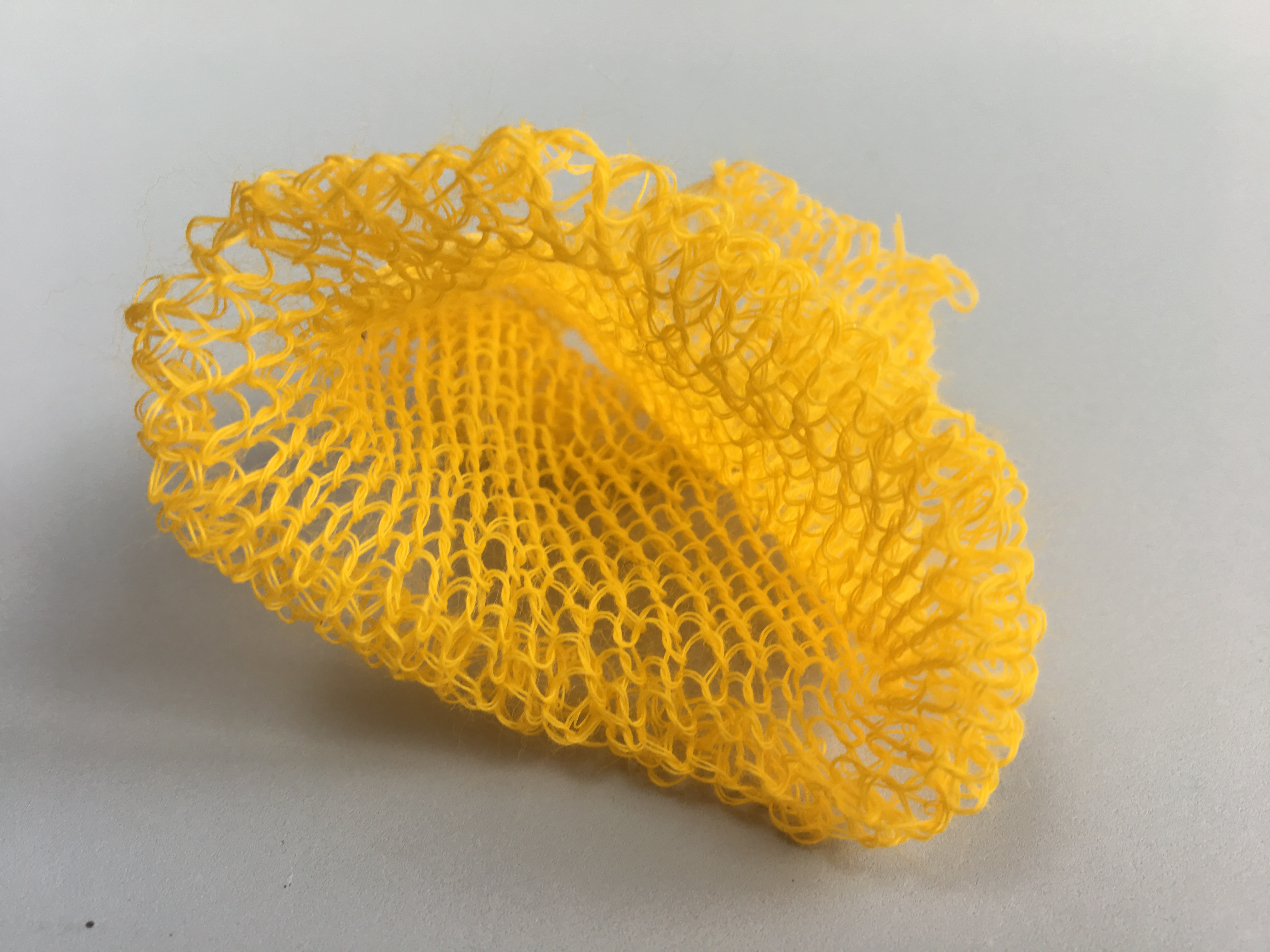
Rondbreisel
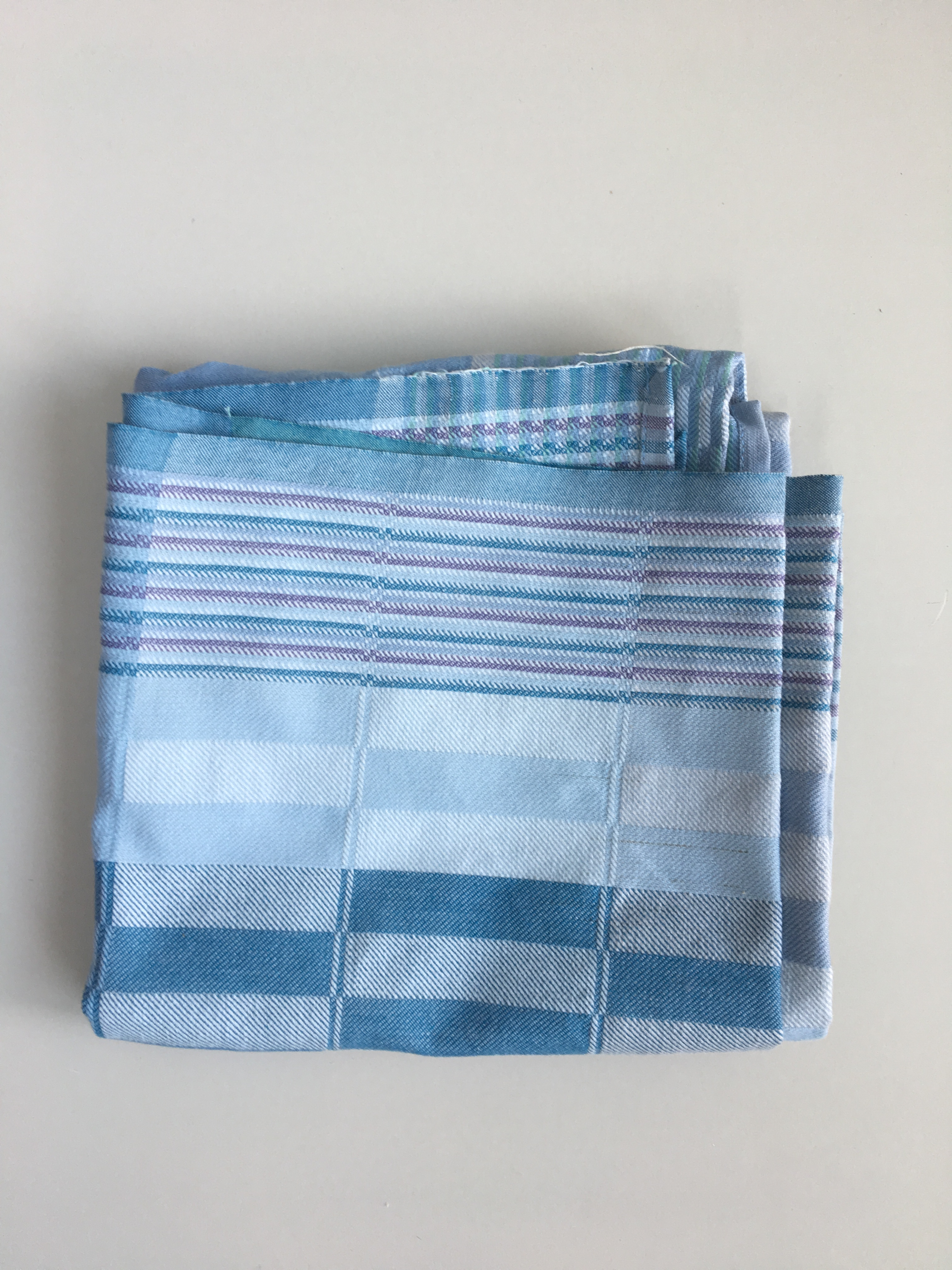
Theedoek naar ontwerp van Piet Hein Eek
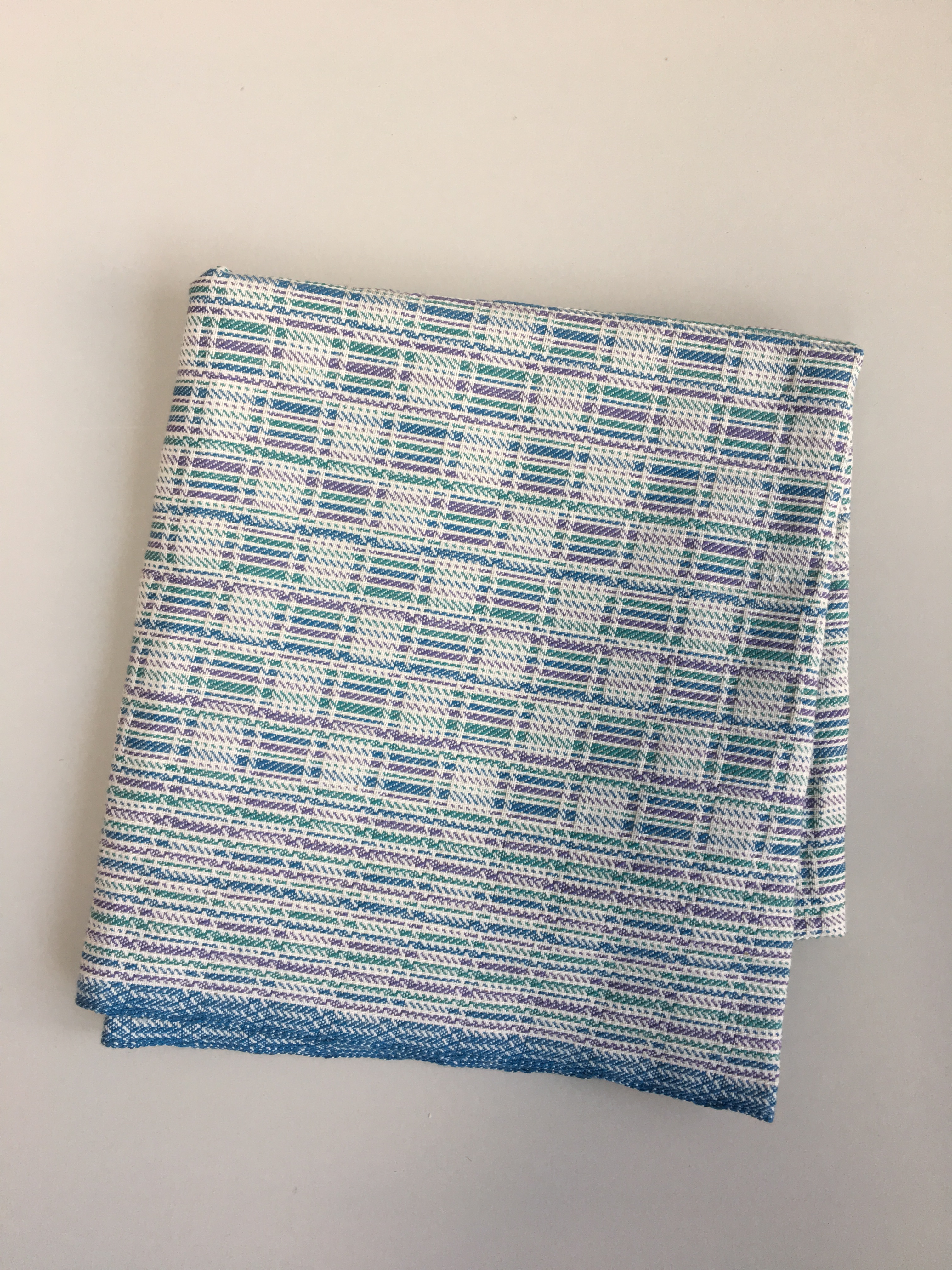
Theedoek van het museum

## Bezichtiging
Het museum is op woensdag, donderdag, zaterdag en zondag geopend van 13.00u - 17.00 u. Door vrijwilligers, veelal oud-wevers, worden de verschillende machines onderhouden en gedemonstreerd. Vanuit het museum is ook de inpandige Geldropse watermolen te bezichtigen die vroeger in gebruik was voor de spinnerij.